# Vladimir Loroña
Artikeln följer den spanska namnseden; faderns efternamn är Loroña och moderns efternamn Aguilar.
Vladimir Eduardo Loroña Aguilar, född 16 november 1998, är en mexikansk fotbollsspelare som spelar för Tijuana.
Han blev olympisk bronsmedaljör i fotboll vid sommarspelen 2020 i Tokyo.